# 多瑙城

区徽

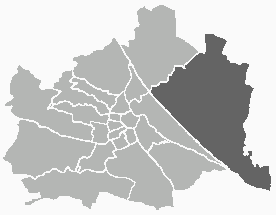
位置

多瑙城（Donaustadt）是奥地利维也纳的第二十二区，位于维也纳的东部，为该市最大的一个区，面积102.24 km²，约占全市的四分之一。人口148,980人（2007年）。
该区毗邻第二区（利奥波德城）、十一区（Simmering）和二十一区（Floridsdorf）以及下奥地利州。

## 参考

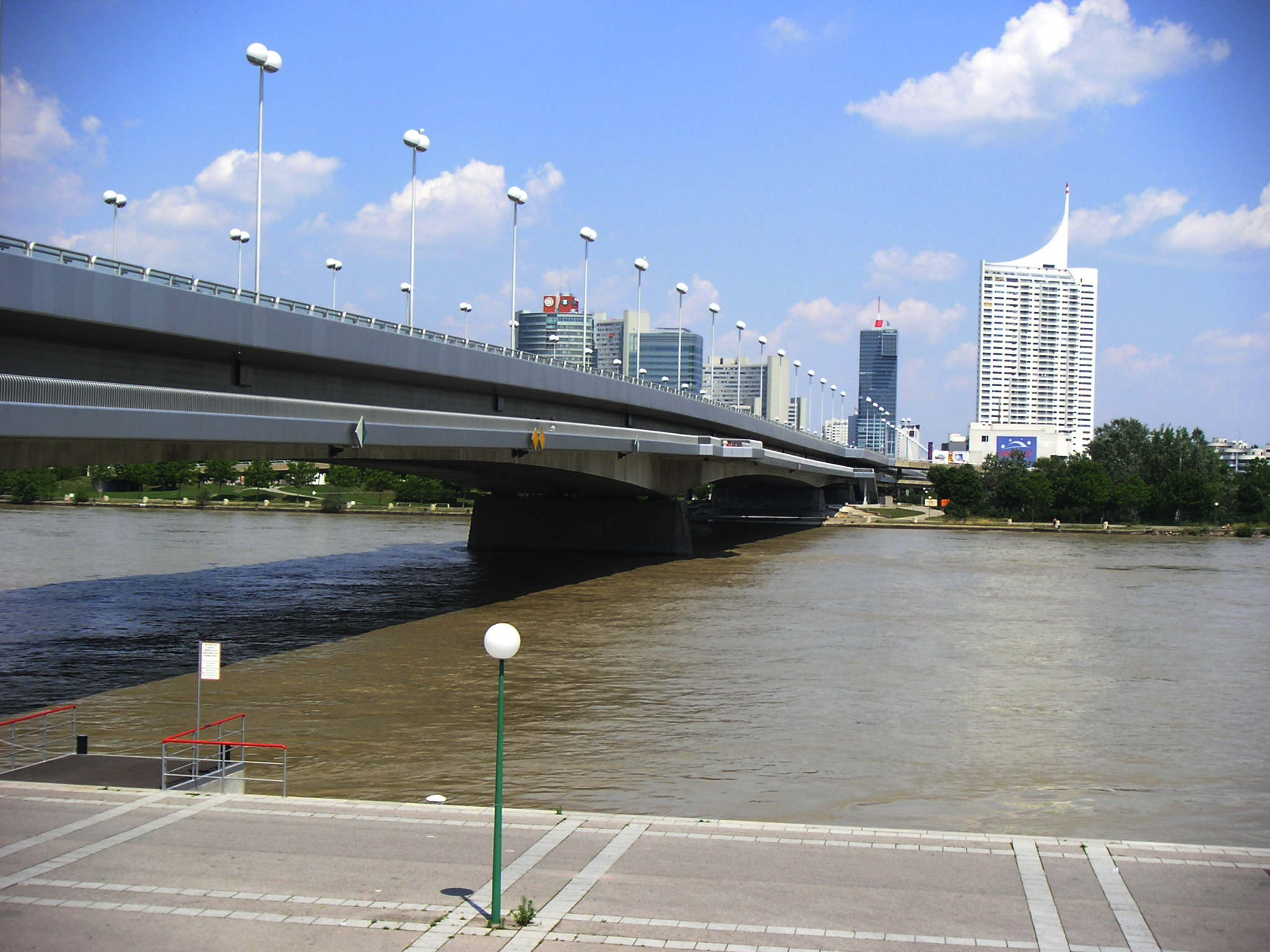
帝国桥
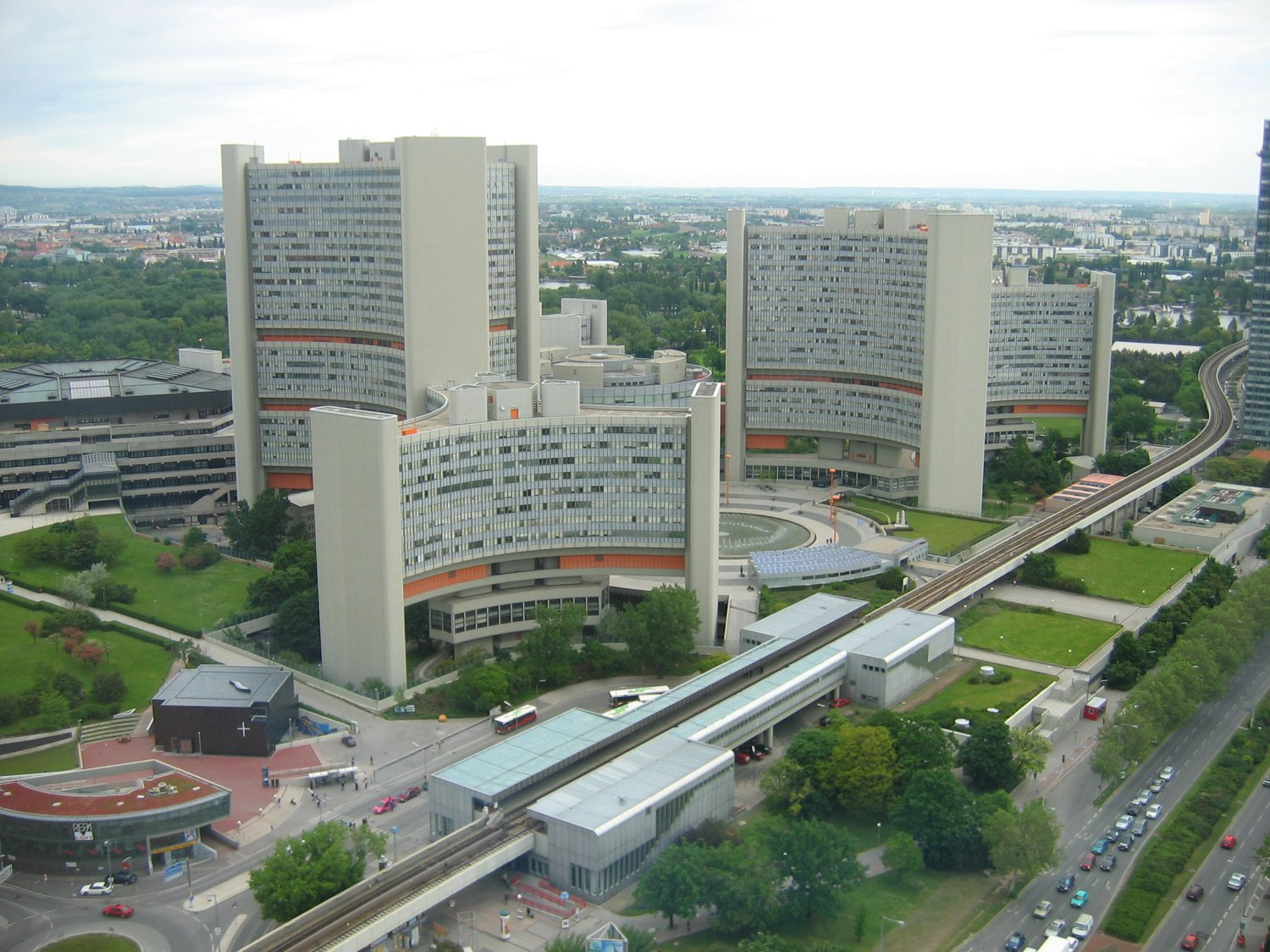
维也纳国际中心
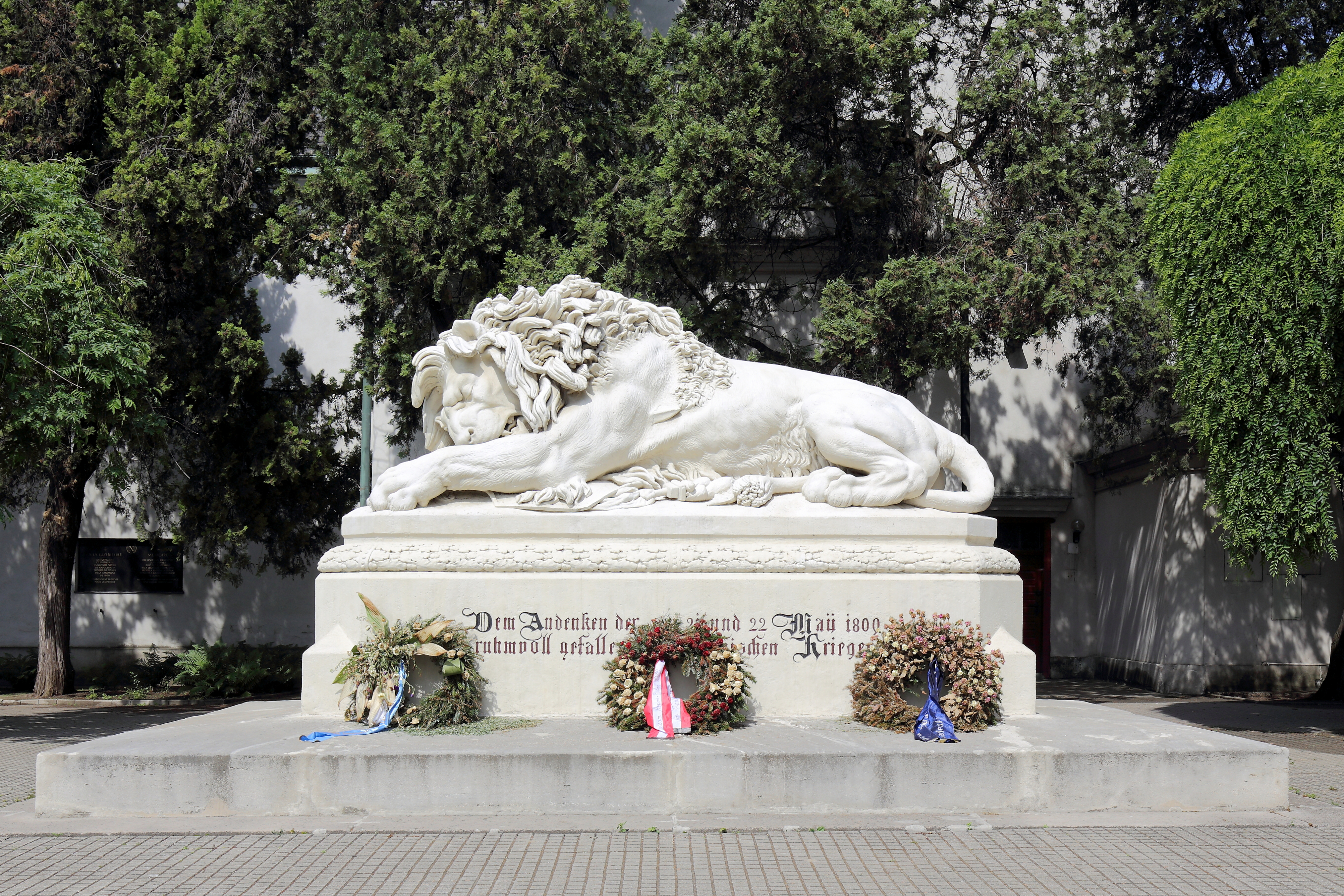
Asperner 狮子(Asperner Löwe)
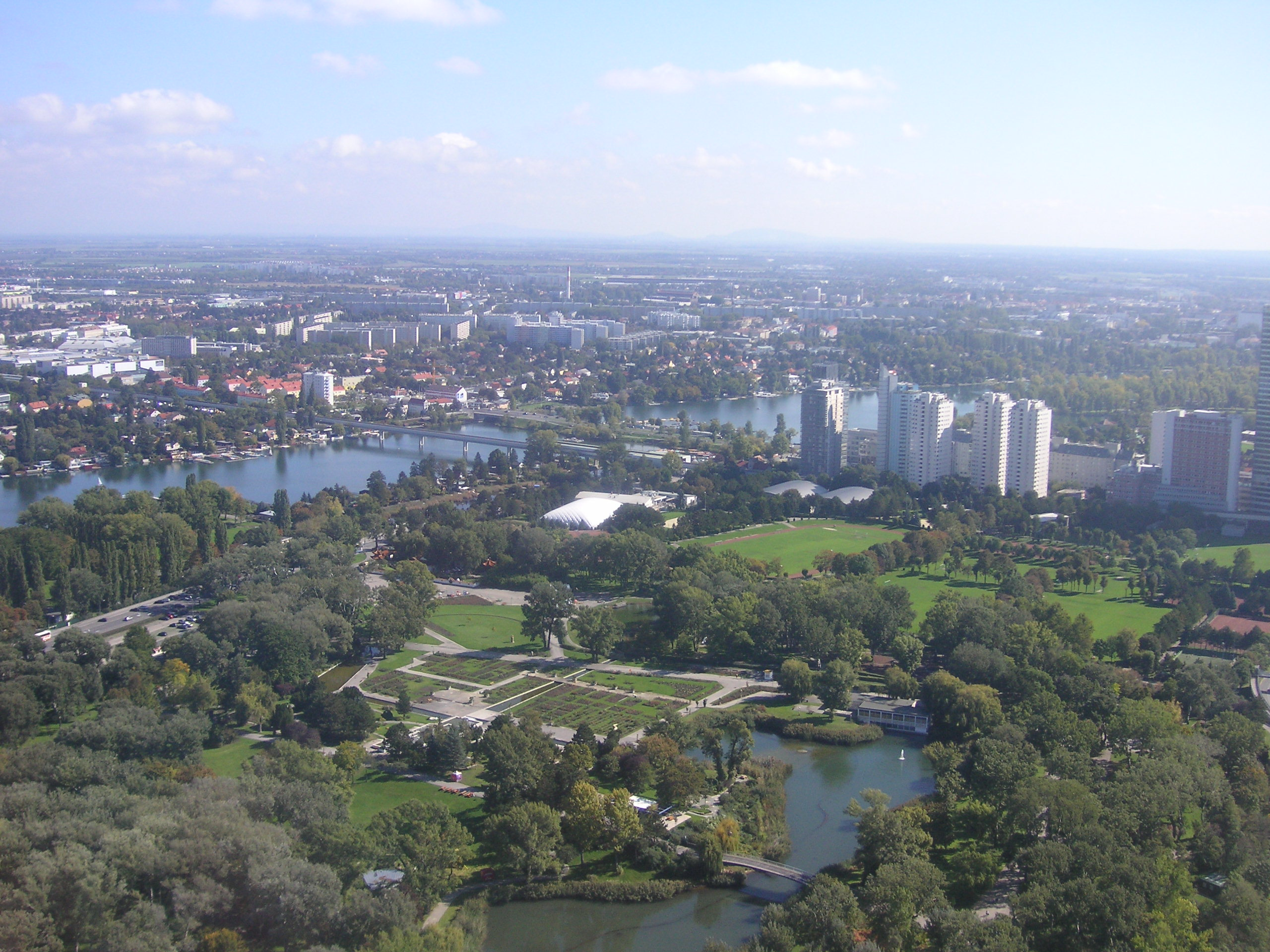